# ألبرت إي. كارتر
ألبرت إي. كارتر (بالإنجليزية: Albert E. Carter)‏ هو محامي وسياسي أمريكي، ولد في 5 يوليو 1881 في الولايات المتحدة، وتوفي في 8 أغسطس 1964 في نفس البلد. حزبياً، نشط في الحزب الجمهوري. وقد انتخب عضو مجلس النواب الأمريكي.